# Josef Beran

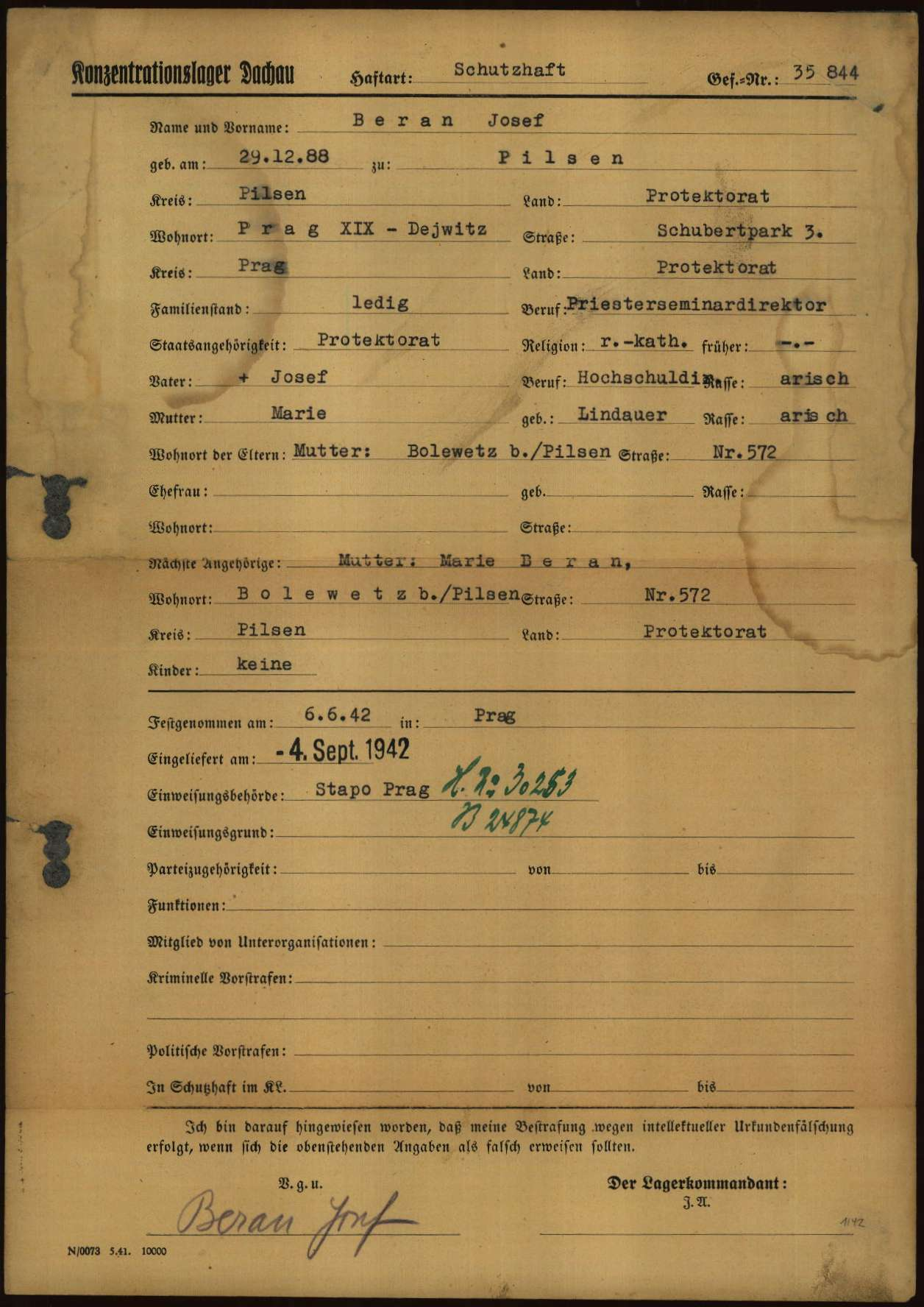
Formulário de registo de Josef Beran como prisioneiro no campo de concentração nazi de Dachau

Josef Beran (Plzeň, 29 de dezembro de 1888 - 17 de março de 1969), prelado da Igreja Católica, arcebispo de Praga, primaz da Checoslováquia e cardeal. Ele passou 17 anos na prisão, primeiro pelos nazistas; depois, pelos comunistas.

## Biografia
Josef Beran era o mais velho dos quatro filhos de Josef Beran, um professor de escola, e Marie Lindauerová. Estudou no Seminário de Plzeň e no Pontifício Collegio Urbano de Propaganda Fide, em Roma.
Ordenado sacerdote em 10 de junho de 1911, em Roma. Exerceu seu ministério pastoral em Plzeň, de 1912 a 1932: designado para uma paróquia de aldeia; depois, para uma paróquia distrital de trabalhadores (1914-1917); pelos oito anos seguintes, continuou seus estudos e foi capelão das Irmãs de Notre Dame em Praga; mais tarde, diretor do Instituto de Santa Ana, onde desenvolveu o Teacher's College, que se tornou um dos melhores do país. Professor assistente de teologia pastoral na Universidade Carlos IV, Praga; e diretor espiritual do Seminário de Praga, 1932-1942; mais tarde, em 1939, tornou-se professor titular. Camareiro particular de Sua Santidade, 11 de junho de 1936; renomeado em 19 de outubro de 1939.
No final de 1939, os nazistas haviam assumido o controle total da Tchecoslováquia. Padre Beran garantiu que a encíclica Mit brennender Sorge do Papa Pio XI, condenando o nazismo, fosse publicada em Praga. Recusando-se a cooperar com o regime, foi preso pela Gestapo, em 6 de junho de 1942, e sucessivamente preso, sem julgamento, em Pankrac, Praga, por trinta dias; Theresienstad, por dois meses, com Stepan Trochta; e enviado para Dachau, no outono de 1942; em 1943, uma epidemia de tifo quase o matou. Permaneceu naquele campo até maio de 1945, quando as tropas dos Estados Unidos libertaram todos os prisioneiros. Ele retornou a Praga imediatamente. O presidente Edvard Beneš da Tchecoslováquia o condecorou com a Cruz de Ferro e a medalha de Herói da Resistência, duas das maiores honrarias da nação.

## Episcopado e prisão
Foi nomeado pelo Papa Pio XII como Arcebispo de Praga em 4 de novembro de 1946. Recebeu a consagração episcopal através do núncio apostólico Saverio Ritter, em 8 de dezembro daquele ano, na catedral metropolitana de São Vito em Praga. Os principais co-consagradores foram Maurice Picha, bispo de Hradec Králové, e Anton Eltschkner, bispo auxiliar de Praga.
Ficou preso pelo regime comunista da Tchecoslováquia de 1949 a 1963. Da prisão em 19 de junho de 1949 a 7 de março de 1951, permaneceu praticamente trancado na residência arquiepiscopal; então, em 10 de março, ele foi levado para longe de Praga; por muitos anos nem o Vaticano sabia onde o arcebispo estava sendo mantido. Acreditava-se amplamente que o Arcebispo Beran era um dos três prelados criados cardeais e reservados in pectore pelo Papa João XXIII no consistório de 28 de março de 1960, mas o papa morreu sem nunca publicar seus nomes.
Arcebispo Beran foi transferido para instalações governamentais, primeiro em uma vila perto de Liberec, depois para Msitevec, perto de Horice, e de lá para Padebenice, e por fim levado para Mukarov, perto de Praga, em 4 de outubro de 1963. Foi liberto, mas impedido de exercer o ministério episcopal. No final de 1964, negociações entre o Vaticano e o governo tcheco resultou na nomeação de novos bispos, de um administrador apostólico para a sede metropolitana de Praga e o exílio para Roma do Arcebispo Beran; este último ocorreu em fevereiro de 1965.

## Cardinalato e morte
Joseg Beran foi criado cardeal-presbítero no consistório de 22 de fevereiro de 1965; recebeu o barrete vermelho e o título de S. Croce na via Flaminia, em 25 de fevereiro.
Fixou residência em Roma e participou da última sessão do Concílio Vaticano II, em 1965. Ele ofereceu sua renúncia ao governo pastoral da arquidiocese várias vezes, mas o papa não a aceitou. Quando o Papa Paulo VI soube da precária condição de saúde do cardeal, ele correu para seu leito de morte, mas o cardeal morreu apenas alguns minutos antes de o pontífice chegar.
Beran faleceu de câncer de pulmão. O governo tcheco não permitiu o transporte de seu corpo para aquele país; como privilégio especial, seus restos mortais foram sepultados na cripta da Basílica de São Pedro, na Cidade do Vaticano, onde normalmente apenas os papas são enterrados, perto de onde o túmulo do Papa João XXIII estava.
Apenas em 20 de abril de 2018, seus restos mortais foram transferidos para Praga e foram enterrados em 23 de abril na Capela de Santa Inês da Boêmia da catedral de São Vito no Castelo de Praga.

## Beatificação
O processo de beatificação de Beran foi introduzido em 9 de fevereiro de 1998, depois que a Congregação para as Causas dos Santos intitulou o falecido cardeal como Servo de Deus e emitiu o edital oficial "nihil obstat" abrindo a causa; isso ocorreu depois que o fórum para a causa foi transferido em 14 de fevereiro de 1997 de Roma para Praga. O processo diocesano para sua beatificação foi iniciado no salão do palácio arquiepiscopal em Praga em 2 de abril de 1998. A cerimônia foi presidida pelo cardeal Miloslav Vlk, arcebispo de Praga, na presença do arcebispo Giovanni Coppa, núncio apostólico na Chéquia.